# Qissa-i Sanjan
Qissa-i Sanjan, Storia di Sanjan (persiano: قصه سنجان, gujarati: કિસે સનજાન), è una storia riguardante i primi anni degli zoroastriani nel subcontinente indiano. In assenza di alternative, il testo è generalmente accettato come l'unica narrazione degli eventi e molti parsi considerano il poema epico come un'accurata storia dei loro antenati.
Il racconto inizia nel Grande Khorasan e narra del viaggio verso il Gujarat, sulla costa occidentale dell'India contemporanea. 